# Welcome to Paradise Tour
Welcome to Paradise Tour là tên của chuyến lưu diễn tại Bắc Mỹ của nam ca sĩ người Úc Cody Simpson. Tour diễn được tổ chức nhằm mục đích quảng bá cho EP thứ hai của  Simpson, Coast to Coast (2011). và EP thứ ba của anh, Preview to Paradise (2012)

## Danh sách biểu diễn
1. "On My Mind"
2. "Angel"
3. "All Day"
4. "Not Just You"
5. "Crazy But True"
6. "iYiYi"
7. "So Listen"

## Lịch trình
| Ngày                | Thành phố      | Quốc gia | Địa điểm               |
| ------------------- | -------------- | -------- | ---------------------- |
| 2 tháng 2 năm 2012  | Boston         | Mỹ       | Paradise Rock Club     |
| 3 tháng 2 năm 2012  | Pottsville     | Mỹ       | Goodfellas             |
| 4 tháng 2 năm 2012  | New York       | Mỹ       | Gramercy Theater       |
| 5 tháng 2 năm 2012  | Philadelphia   | Mỹ       | Theater of Living Arts |
| 7 tháng 2 năm 2012  | Toronto        | Canada   | Phoenix Theater        |
| 8 tháng 2 năm 2012  | Montréal       | Canada   | Corona Theatre         |
| 10 tháng 2 năm 2012 | Albany         | Mỹ       | Northern Lights        |
| 11 tháng 2 năm 2012 | Cleveland      | Mỹ       | Grog Shop              |
| 12 tháng 2 năm 2012 | Pontiac        | Mỹ       | The Crofoot Ballroom   |
| 14 tháng 2 năm 2012 | Chicago        | Mỹ       | House of Blues         |
| 16 tháng 2 năm 2012 | Milwaukee      | Mỹ       | Rave II                |
| 17 tháng 2 năm 2012 | Cincinnati     | Mỹ       | Bogarts                |
| 18 tháng 2 năm 2012 | Indianapolis   | Mỹ       | Egyptian Room          |
| 20 tháng 2 năm 2012 | Silver Spring  | Mỹ       | The Fillmore           |
| 21 tháng 2 năm 2012 | Norfolk        | Mỹ       | The NorVa              |
| 23 tháng 2 năm 2012 | Atlanta        | Mỹ       | Center Stage           |
| 24 tháng 2 năm 2012 | Tampa          | Mỹ       | Ritz Theatre           |
| 25 tháng 2 năm 2012 | Ft. Lauderdale | Mỹ       | Revolution Room        |
| 26 tháng 2 năm 2012 | Orlando        | Mỹ       | House of Blues         |